# Tirreno-Adriatico 2010
La 45e édition de Tirreno-Adriatico a eu lieu du 10 au 16 mars 2010. Il s'agit de la troisième épreuve du Calendrier mondial UCI 2010, après le Tour Down Under et Paris-Nice. L'Italien Stefano Garzelli (Acqua & Sapone) remporte l'épreuve pour la première fois, grâce à deux secondes gagnées lors des sprints intermédiaires de la dernière étape. Il termine dans le même temps que le vainqueur sortant, l'Italien Michele Scarponi, mais ils sont départagés avec le classement par points.

## Présentation

### Participants
Liste de départ complète

#### Équipes
Vingt-deux équipes participent à ce Tirreno-Adriatico, dont cinq équipes continentales professionnelles (Acqua & Sapone, Androni Giocattoli, CSF Group Navigare, ISD-Neri et Cervélo TestTeam) :
| N.      | Code | Équipe                |
| ------- | ---- | --------------------- |
| 1-8     | AND  | Androni Giocattoli    |
| 11-18   | ASA  | Acqua e Sapone        |
| 21-28   | ALM  | AG2R La Mondiale      |
| 31-38   | AST  | Astana                |
| 41-48   | BMC  | BMC Racing            |
| 51-58   | GCE  | Caisse d'Épargne      |
| 61-68   | CTT  | Cervélo TestTeam      |
| 71-78   | CSF  | Colnago-CSF Inox      |
| 81-88   | EUS  | Euskaltel-Euskadi     |
| 91-98   | FDJ  | La Française des jeux |
| 101-108 | GRM  | Garmin-Transitions    |

| N.      | Code | Équipe              |
| ------- | ---- | ------------------- |
| 111-118 | ISH  | ISD-Neri            |
| 121-128 | LAM  | Lampre-Farnese Vini |
| 131-138 | LIQ  | Liquigas-Doimo      |
| 141-148 | OLO  | Omega Pharma-Lotto  |
| 151-158 | QST  | Quick Step          |
| 161-168 | RAB  | Rabobank            |
| 171-178 | SKY  | Sky                 |
| 181-188 | THR  | HTC-Columbia        |
| 191-198 | KAT  | Katusha             |
| 201-208 | MRM  | Milram              |
| 211-218 | SAX  | Saxo Bank           |

#### Favoris
Si, pour certains, comme Franco Pellizotti, Vincenzo Nibali (Liquigas-Doimo), Cadel Evans (BMC Racing) et Andy Schleck (Saxo Bank), Tirreno-Adriatico est une course par étape de reprise (tout comme Paris-Nice, dont la 68e édition se tient au même moment), pour d'autres, ce n'est pas le cas. En effet, Alessandro Ballan (BMC Racing), Tom Boonen (Quick Step), Óscar Freire (Rabobank), Fabian Cancellara (Saxo Bank), Mark Cavendish (HTC-Columbia), Alessandro Petacchi (Lampre-Farnese Vini), Filippo Pozzato (Katusha), Edvald Boasson Hagen (Sky), Thor Hushovd (Cervélo TestTeam), Tyler Farrar (Garmin-Transitions) et Daniele Bennati (Liquigas-Doimo) voient en cette course une excellent préparation pour la saison des classiques (notamment Milan-San Remo),.

### Parcours
La course des deux mers partira de la Toscane avant de se terminer dans les régions plus "traditionnelles", l'Ombrie et les Marches.

## Parcours et résultats
| Étape     | Date    | Villes étapes                                | Distance (km) | Vainqueur d’étape    | Leader du classement général |
| --------- | ------- | -------------------------------------------- | ------------- | -------------------- | ---------------------------- |
| 1re étape | 10 mars | Livourne - Rosignano Solvay                  | 148           | Linus Gerdemann      | Linus Gerdemann              |
| 2e étape  | 11 mars | Montecatini Terme - Montecatini Terme        | 165           | Tom Boonen           | Linus Gerdemann              |
| 3e étape  | 12 mars | San Miniato - Monsummano Terme               | 159           | Daniele Bennati      | Daniele Bennati              |
| 4e étape  | 13 mars | San Gemini - Chieti                          | 245           | Michele Scarponi     | Michele Scarponi             |
| 5e étape  | 14 mars | Chieti - Colmurano                           | 217           | Enrico Gasparotto    | Michele Scarponi             |
| 6e étape  | 15 mars | Montecosaro - Macerata                       | 134           | Mikhail Ignatiev     | Michele Scarponi             |
| 7e étape  | 16 mars | Civitanova Marche - San Benedetto del Tronto | 164           | Edvald Boasson Hagen | Stefano Garzelli             |

## Classements finals

### Classement général
|    | Cycliste           | Pays       | Équipe              |    | Temps            |
| -- | ------------------ | ---------- | ------------------- | -- | ---------------- |
| 1  | Stefano Garzelli   | Italie     | Acqua & Sapone      | en | 30 h 51 min 36 s |
| 2  | Michele Scarponi   | Italie     | Androni Giocattoli  | +  | m.t.             |
| 3  | Cadel Evans        | Australie  | BMC Racing          |    | 12 s             |
| 4  | Maxim Iglinskiy    | Kazakhstan | Astana              |    | 22 s             |
| 5  | Robert Gesink      | Pays-Bas   | Rabobank            |    | 27 s             |
| 6  | Michael Rogers     | Australie  | HTC-Columbia        |    | 29 s             |
| 7  | Domenico Pozzovivo | Italie     | CSF Group Navigare  |    | 33 s             |
| 8  | Vincenzo Nibali    | Italie     | Liquigas-Doimo      |    | 42 s             |
| 9  | Manuele Mori       | Italie     | Lampre-Farnese Vini |    | 1 min 04 s       |
| 10 | Francesco Gavazzi  | Italie     | Lampre-Farnese Vini |    | 1 min 07 s       |

### Classements annexes
|   | Cycliste         | Équipe         | Points |
| - | ---------------- | -------------- | ------ |
|   | Stefano Garzelli | Acqua & Sapone | 32     |
| 2 | Daniele Bennati  | Liquigas-Doimo | 20     |
| 3 | Cadel Evans      | BMC Racing     | 20     |

|   | Cycliste          | Équipe   | Points |
| - | ----------------- | -------- | ------ |
|   | Dmytro Grabovskyy | ISD-Neri | 20     |
| 2 | Diego Caccia      | ISD-Neri | 14     |
| 3 | Filippo Pozzato   | Katusha  | 11     |

|   | Cycliste           | Équipe             | Temps               |
| - | ------------------ | ------------------ | ------------------- |
|   | Robert Gesink      | Rabobank           | en 30 h 52 min 03 s |
| 2 | Greg Van Avermaet  | Omega Pharma-Lotto | + 1 min 07 s        |
| 3 | José Joaquín Rojas | Caisse d'Épargne   | 1 min 19 s          |

|   | Équipe              | Pays       | Temps               |
| - | ------------------- | ---------- | ------------------- |
| 1 | Lampre-Farnese Vini | Italie     | en 92 h 39 min 02 s |
| 2 | Caisse d'Épargne    | Espagne    | + 45 s              |
| 3 | Astana              | Kazakhstan | 53 s                |

#### Autre classement
- Classement du fair-play (le vainqueur porte un maillot bleu, proche de celui de la Squadra)

## Résultats des étapes

### 1reétape
Cette étape de 148 km comprend deux Grands Prix de la montagne, le Rosigno Maritimo (km 79,5) et le Nibbiala (km 98,6), un sprint intermédiaire au km 129,9 et un final vallonné.
Dmytro Grabovskyy (ISD-Neri) s'échappe au km 12. Malgré ses 4' d'avance à 25 km de l'arrivée, il est repris à 15 km de la ligne par un peloton en décomposition, dont le rythme élevé a notamment lâché Mark Cavendish (HTC-Columbia). Pablo Urtasun (Euskaltel-Euskadi) attaque. Il est suivi par Niki Terpstra (Milram). Peu après que les 2 hommes soient repris par un peloton emmené par le Sky, Matti Breschel (Saxo Bank), Luca Paolini (Acqua & Sapone), Linus Gerdemann (Milram) et Pablo Lastras (Caisse d'Épargne) s'extirpent du peloton. Ils resistent aux équipes de sprinteurs et se disputent la victoire. Linus Gerdemann se montre le plus fort. Sa pointe de vitesse permet à l'Allemand de s'emparer du maillot bleu de leader.
|    | Coureur            | Pays        | Équipe                |    | Temps           |
| -- | ------------------ | ----------- | --------------------- | -- | --------------- |
| 1  | Linus Gerdemann    | Allemagne   | Milram                | en | 3 h 36 min 15 s |
| 2  | Pablo Lastras      | Espagne     | Caisse d'Épargne      | +  | m.t             |
| 3  | Matti Breschel     | Danemark    | Saxo Bank             |    | m.t             |
| 4  | Luca Paolini       | Italie      | Acqua & Sapone        |    | m.t             |
| 5  | Yauheni Hutarovich | Biélorussie | La Française des jeux |    | m.t             |
| 6  | José Joaquín Rojas | Espagne     | Caisse d'Épargne      |    | m.t             |
| 7  | Tyler Farrar       | États-Unis  | Garmin-Transitions    |    | m.t             |
| 8  | Marco Bandiera     | Italie      | Katusha               |    | m.t             |
| 9  | Simon Clarke       | Australie   | ISD-Neri              |    | m.t             |
| 10 | Francesco Ginanni  | Italie      | Androni Giocattoli    |    | m.t             |

|    | Coureur            | Pays        | Équipe                |    | Temps           |
| -- | ------------------ | ----------- | --------------------- | -- | --------------- |
| 1  | Linus Gerdemann    | Allemagne   | Milram                | en | 3 h 36 min 05 s |
| 2  | Pablo Lastras      | Espagne     | Caisse d'Épargne      | +  | 4 s             |
| 3  | Matti Breschel     | Danemark    | Saxo Bank             |    | 6 s             |
| 4  | Fabian Wegmann     | Allemagne   | Milram                |    | 8 s             |
| 5  | Cadel Evans        | Australie   | BMC Racing            |    | 9 s             |
| 6  | Luca Paolini       | Italie      | Acqua & Sapone        |    | 10 s            |
| 7  | Yauheni Hutarovich | Biélorussie | La Française des jeux |    | 10 s            |
| 8  | José Joaquín Rojas | Espagne     | Caisse d'Épargne      |    | 10 s            |
| 9  | Tyler Farrar       | États-Unis  | Garmin-Transitions    |    | 10 s            |
| 10 | Marco Bandiera     | Italie      | Katusha               |    | 10 s            |

### 2eétape
Cette étape part de Montecatini Terme, passe par un sprint intermédiaire au km 66,5 et un grand prix de la montagne, dont le sommet est au km 83,2, revient à Montecatini Terme pour un circuit autour de la ville d'un peu moins de 15 km comprenant une ascension (répertoriéé seulement lors du dernier tour). Cette étape devait sourire à un sprinteur, mais présentait une réelle chance pour les puncheurs.
|    | Coureur              | Pays       | Équipe              |    | Temps           |
| -- | -------------------- | ---------- | ------------------- | -- | --------------- |
| 1  | Tom Boonen           | Belgique   | Quick Step          | en | 4 h 14 min 13 s |
| 2  | Paul Martens         | Allemagne  | Rabobank            | +  | m.t             |
| 3  | Daniele Bennati      | Italie     | Liquigas-Doimo      |    | m.t             |
| 4  | Robbie McEwen        | Australie  | Katusha             |    | m.t             |
| 5  | José Joaquín Rojas   | Espagne    | Caisse d'Épargne    |    | m.t             |
| 6  | Francesco Ginanni    | Italie     | Androni Giocattoli  |    | m.t             |
| 7  | Sacha Modolo         | Italie     | Colnago-CSF Inox    |    | m.t             |
| 8  | Danilo Hondo         | Allemagne  | Lampre-Farnese Vini |    | m.t             |
| 9  | Sébastien Hinault    | France     | AG2R La Mondiale    |    | m.t             |
| 10 | Alexandre Vinokourov | Kazakhstan | Astana              |    | m.t             |

|    | Coureur            | Pays      | Équipe            |    | Temps           |
| -- | ------------------ | --------- | ----------------- | -- | --------------- |
| 1  | Linus Gerdemann    | Allemagne | Milram            | en | 7 h 50 min 18 s |
| 2  | Tom Boonen         | Belgique  | Quick Step        | +  | m.t.            |
| 3  | Pablo Lastras      | Espagne   | Caisse d'Épargne  |    | 4 s             |
| 4  | Paul Martens       | Pays-Bas  | Rabobank          |    | 4 s             |
| 5  | Alan Pérez Lezaun  | Espagne   | Euskaltel-Euskadi |    | 4 s             |
| 6  | Matti Breschel     | Danemark  | Saxo Bank         |    | 6 s             |
| 7  | Daniele Bennati    | Italie    | Liquigas-Doimo    |    | 6 s             |
| 8  | Fabian Wegmann     | Allemagne | Milram            |    | 8 s             |
| 9  | Cadel Evans        | Australie | BMC Racing        |    | 9 s             |
| 10 | José Joaquín Rojas | Espagne   | Caisse d'Épargne  |    | 10 s            |

### 3eétape
Cette étape, longue de 159 km, est difficile à accrocher pour les sprinteurs, puisqu'elle comprend l'enchaînement Papi-San Baronto.
L'Italien Daniele Bennati remporte l'étape et prend la tête du classement général.
|    | Coureur              | Pays       | Équipe              |    | Temps           |
| -- | -------------------- | ---------- | ------------------- | -- | --------------- |
| 1  | Daniele Bennati      | Italie     | Liquigas-Doimo      | en | 3 h 59 min 09 s |
| 2  | Alessandro Petacchi  | Italie     | Lampre-Farnese Vini | +  | m.t             |
| 3  | Bernhard Eisel       | Autriche   | Columbia-HTC        |    | m.t             |
| 4  | Tyler Farrar         | États-Unis | Garmin-Transitions  |    | m.t             |
| 5  | Juan Antonio Flecha  | Espagne    | Sky                 |    | m.t             |
| 6  | Sacha Modolo         | Italie     | Colnago-CSF Inox    |    | m.t             |
| 7  | Assan Bazayev        | Kazakhstan | Astana              |    | m.t             |
| 8  | Edvald Boasson Hagen | Norvège    | Sky                 |    | m.t             |
| 9  | Francesco Ginanni    | Italie     | Androni Giocattoli  |    | m.t             |
| 10 | Matti Breschel       | Danemark   | Saxo Bank           |    | m.t             |

|    | Coureur             | Pays      | Équipe              |    | Temps            |
| -- | ------------------- | --------- | ------------------- | -- | ---------------- |
| 1  | Daniele Bennati     | Italie    | Liquigas-Doimo      | en | 11 h 44 min 23 s |
| 2  | Linus Gerdemann     | Allemagne | Milram              | +  | 4 s              |
| 3  | Tom Boonen          | Belgique  | Quick Step          |    | 4 s              |
| 4  | Pablo Lastras       | Espagne   | Caisse d'Épargne    |    | 8 s              |
| 5  | Paul Martens        | Allemagne | Rabobank            |    | 8 s              |
| 6  | Alessandro Petacchi | Italie    | Lampre-Farnese Vini |    | 8 s              |
| 7  | Alan Pérez Lezaun   | Espagne   | Euskaltel-Euskadi   |    | 8 s              |
| 8  | Matti Breschel      | Danemark  | Saxo Bank           |    | 10 s             |
| 9  | Cadel Evans         | Australie | BMC Racing          |    | 13 s             |
| 10 | José Joaquín Rojas  | Espagne   | Caisse d'Épargne    |    | 14 s             |

### 4eétape
Avec cette étape se présente comme la première véritable occasion pour les leaders de créer des écarts au général. En effet, les 60 derniers km sont un enchaînement de petites ascensions et de portions descendantes. Avec, notamment une ascension dont le sommet est au km 201,2, et une côte, longue de 4 km à 7 % de moyenne avec des passages à 19 %, dont le sommet est à environ 3,5 km de l'arrivée.
Michele Scarponi (Androni Giocattoli) fait coup double lors de cette quatrième étape, puisqu'il s'impose à Chieti et s'empare du maillot bleu de leader.
À noter que l'Italien Francesco Reda (Quick Step), a chuté et souffre d'une fracture de la clavicule droite.
|     | Coureur              | Pays       | Équipe                |    | Temps           |
| --- | -------------------- | ---------- | --------------------- | -- | --------------- |
| 1   | Michele Scarponi     | Italie     | Androni Giocattoli    | en | 6 h 23 min 47 s |
| 2   | Benoît Vaugrenard    | France     | La Française des jeux | +  | 14 s            |
| DSQ | Leonardo Bertagnolli | Italie     | Androni Giocattoli    |    | 14 s            |
| 4   | Stefano Garzelli     | Italie     | Acqua e Sapone        |    | 14 s            |
| 5   | Rigoberto Urán       | Colombie   | Caisse d'Épargne      |    | 14 s            |
| 6   | Maxim Iglinskiy      | Kazakhstan | Astana                |    | 17 s            |
| 7   | Robert Gesink        | Pays-Bas   | Rabobank              |    | 17 s            |
| 8   | Cadel Evans          | Australie  | BMC Racing            |    | 17 s            |
| 9   | Domenico Pozzovivo   | Italie     | Colnago-CSF Inox      |    | 19 s            |
| 10  | Michael Rogers       | Australie  | HTC-Columbia          |    | 19 s            |

|     | Coureur              | Pays               | Équipe                |    | Temps            |
| --- | -------------------- | ------------------ | --------------------- | -- | ---------------- |
| 1   | Michele Scarponi     | Androni Giocattoli | Italie                | en | 18 h 08 min 14 s |
| 2   | Benoît Vaugrenard    | France             | La Française des jeux | +  | 18 s             |
| DSQ | Leonardo Bertagnolli | Italie             | Androni Giocattoli    |    | 20 s             |
| 4   | Stefano Garzelli     | Italie             | Acqua e Sapone        |    | 24 s             |
| 5   | Rigoberto Urán       | Colombie           | Caisse d'Épargne      |    | 24 s             |
| 6   | Cadel Evans          | Australie          | BMC Racing            |    | 26 s             |
| 7   | Maxim Iglinskiy      | Kazakhstan         | Astana                |    | 27 s             |
| 8   | Robert Gesink        | Pays-Bas           | Rabobank              |    | 27 s             |
| 9   | Michael Rogers       | Australie          | HTC-Columbia          |    | 29 s             |
| 10  | Domenico Pozzovivo   | Italie             | Colnago-CSF Inox      |    | 29 s             |

### 5eétape
Cette étape constitue l'étape-reine de ce Tirreno-Adriatico. Au programme : du plat lors des 120-130 premiers km, puis trois cols, Forca di Presta, Frontignano et Le Arette. S'ensuivent une quarantaine de kilomètres en faux plats, aussi bien montants que descendants. La fin de cette étape ressemble à la phase finale des classiques ardennaises, c'est-à-dire quelques petites côtes aux pourcentages démentiels, appelées aussi murs, et une fin en faux plat montant.
L'étape est remportée par l'Italien Enrico Gasparotto.
|    | Coureur            | Pays       | Équipe              |    | Temps           |
| -- | ------------------ | ---------- | ------------------- | -- | --------------- |
| 1  | Enrico Gasparotto  | Italie     | Astana              | en | 5 h 32 min 22 s |
| 2  | Stefano Garzelli   | Italie     | Acqua & Sapone      | +  | m.t             |
| 3  | Maxim Iglinskiy    | Kazakhstan | Astana              |    | m.t             |
| 4  | Cadel Evans        | Australie  | BMC Racing          |    | m.t             |
| 5  | Vincenzo Nibali    | Italie     | Liquigas-Doimo      |    | 8 s             |
| 6  | Robert Gesink      | Pays-Bas   | Rabobank            |    | 8 s             |
| 7  | Manuele Mori       | Italie     | Lampre-Farnese Vini |    | 8 s             |
| 8  | Michael Rogers     | Australie  | Columbia-HTC        |    | 8 s             |
| 9  | Michele Scarponi   | Italie     | Androni Giocattoli  |    | 8 s             |
| 10 | Domenico Pozzovivo | Italie     | Colnago-CSF Inox    |    | 8 s             |

|     | Coureur              | Pays       | Équipe              |    | Temps            |
| --- | -------------------- | ---------- | ------------------- | -- | ---------------- |
| 1   | Michele Scarponi     | Italie     | Androni Giocattoli  | en | 23 h 40 min 44 s |
| 2   | Stefano Garzelli     | Italie     | Acqua & Sapone      | +  | 10 s             |
| 3   | Maxim Iglinskiy      | Kazakhstan | Astana              |    | 15 s             |
| 4   | Cadel Evans          | Australie  | BMC Racing          |    | 18 s             |
| 5   | Robert Gesink        | Pays-Bas   | Rabobank            |    | 27 s             |
| 6   | Michael Rogers       | Australie  | Columbia-HTC        |    | 29 s             |
| 7   | Domenico Pozzovivo   | Italie     | Colnago-CSF Inox    |    | 29 s             |
| 8   | Vincenzo Nibali      | Italie     | Liquigas-Doimo      |    | 31 s             |
| DSQ | Leonardo Bertagnolli | Italie     | Androni Giocattoli  |    | 48 s             |
| 10  | Manuele Mori         | Italie     | Lampre-Farnese Vini |    | 53 s             |

### 6eétape
Le théâtre des dernières bagarres pour le général a lieu sur 134 km, sous la forme d'un circuit de 20 km à répéter quatre fois. Cette boucle comprend notamment l'enchaînement du mur Santa Maria del Monte et de la côte menant à Macerata. La première ascension fait 1,5 km à 9,5 % de moyenne, avec des passages à 16 %.
|    | Coureur            | Pays      | Équipe                |    | Temps           |
| -- | ------------------ | --------- | --------------------- | -- | --------------- |
| 1  | Mikhail Ignatiev   | Russie    | Katusha               | en | 3 h 18 min 09 s |
| 2  | Stefano Garzelli   | Italie    | Acqua & Sapone        | +  | 5 s             |
| 3  | Cadel Evans        | Australie | BMC Racing            |    | m.t.            |
| 4  | Robert Gesink      | Pays-Bas  | Rabobank              |    | 7 s             |
| 5  | Benoît Vaugrenard  | France    | La Française des jeux |    | m.t.            |
| 6  | Michele Scarponi   | Italie    | Androni Giocattoli    |    | m.t.            |
| 7  | Michael Rogers     | Australie | HTC-Columbia          |    | m.t.            |
| 8  | Francesco Gavazzi  | Italie    | Lampre-Farnese Vini   |    | 9 s             |
| 9  | Domenico Pozzovivo | Italie    | Colnago-CSF Inox      |    | 11 s            |
| 10 | Rigoberto Urán     | Colombie  | Caisse d'Épargne      |    | m.t.            |

|    | Coureur            | Pays       | Équipe              |    | Temps            |
| -- | ------------------ | ---------- | ------------------- | -- | ---------------- |
| 1  | Michele Scarponi   | Italie     | Androni Giocattoli  | en | 26 h 59 min 00 s |
| 2  | Stefano Garzelli   | Italie     | Acqua & Sapone      | +  | 2 s              |
| 3  | Cadel Evans        | Australie  | BMC Racing          |    | 12 s             |
| 4  | Maxim Iglinskiy    | Kazakhstan | Astana              |    | 22 s             |
| 5  | Robert Gesink      | Pays-Bas   | Rabobank            |    | 27 s             |
| 6  | Michael Rogers     | Australie  | HTC-Columbia        |    | 29 s             |
| 7  | Domenico Pozzovivo | Italie     | Colnago-CSF Inox    |    | 33 s             |
| 8  | Vincenzo Nibali    | Italie     | Liquigas-Doimo      |    | 42 s             |
| 9  | Manuele Mori       | Italie     | Lampre-Farnese Vini |    | 1 min 04 s       |
| 10 | Francesco Gavazzi  | Italie     | Lampre-Farnese Vini |    | 1 min 07 s       |

### 7eétape
La dernière étape est remportée par le Norvégien Edvald Boasson Hagen. Stefano Garzelli remporte finalement le classement général.
|    | Coureur              | Pays           | Équipe                |    | Temps           |
| -- | -------------------- | -------------- | --------------------- | -- | --------------- |
| 1  | Edvald Boasson Hagen | Norvège        | Sky                   | en | 3 h 52 min 36 s |
| 2  | Alessandro Petacchi  | Italie         | Lampre-Farnese Vini   | +  | m.t.            |
| 3  | Sacha Modolo         | Italie         | Colnago-CSF Inox      |    | m.t.            |
| 4  | Bernhard Eisel       | Autriche       | HTC-Columbia          |    | m.t.            |
| 5  | Mattia Gavazzi       | Italie         | Colnago-CSF Inox      |    | m.t.            |
| 6  | Tyler Farrar         | États-Unis     | Garmin-Transitions    |    | m.t.            |
| 7  | Robbie McEwen        | Australie      | Katusha               |    | m.t.            |
| 8  | Baden Cooke          | Australie      | Saxo Bank             |    | m.t.            |
| 9  | Yauheni Hutarovich   | Biélorussie    | La Française des jeux |    | m.t.            |
| 10 | Robert Hunter        | Afrique du Sud | Garmin-Transitions    |    | m.t.            |

|    | Coureur            | Pays       | Équipe              |    | Temps            |
| -- | ------------------ | ---------- | ------------------- | -- | ---------------- |
| 1  | Stefano Garzelli   | Italie     | Acqua & Sapone      | en | 30 h 51 min 36 s |
| 2  | Michele Scarponi   | Italie     | Androni Giocattoli  | +  | m.t.             |
| 3  | Cadel Evans        | Australie  | BMC Racing          |    | 12 s             |
| 4  | Maxim Iglinskiy    | Kazakhstan | Astana              |    | 22 s             |
| 5  | Robert Gesink      | Pays-Bas   | Rabobank            |    | 27 s             |
| 6  | Michael Rogers     | Australie  | HTC-Columbia        |    | 29 s             |
| 7  | Domenico Pozzovivo | Italie     | Colnago-CSF Inox    |    | 33 s             |
| 8  | Vincenzo Nibali    | Italie     | Liquigas-Doimo      |    | 42 s             |
| 9  | Manuele Mori       | Italie     | Lampre-Farnese Vini |    | 1 min 04 s       |
| 10 | Francesco Gavazzi  | Italie     | Lampre-Farnese Vini |    | 1 min 07 s       |

## Points UCI
| #  | Coureur              | Équipe | Points |
| -- | -------------------- | ------ | ------ |
| 1  | Stefano Garzelli     | ASA    | 109    |
| 2  | Michele Scarponi     | AND    | 86     |
| 3  | Cadel Evans          | BMC    | 73     |
| 4  | Maxim Iglinskiy      | AST    | 62     |
| 5  | Robert Gesink        | RAB    | 51     |
| 6  | Michael Rogers       | THR    | 40     |
| 7  | Domenico Pozzovivo   | CSF    | 30     |
| 8  | Vincenzo Nibali      | LIQ    | 21     |
| 9  | Manuele Mori         | LAM    | 10     |
| 10 | Daniele Bennati      | LIQ    | 8      |
| 11 | Alessandro Petacchi  | LAM    | 8      |
| 12 | Edvald Boasson Hagen | SKY    | 6      |
| 13 | Tom Boonen           | QST    | 6      |
| 14 | Enrico Gasparotto    | AST    | 6      |
| 15 | Linus Gerdemann      | MRM    | 6      |
| 16 | Mikhail Ignatiev     | KAT    | 6      |
| 17 | Benoît Vaugrenard    | FDJ    | 5      |
| 18 | Francesco Gavazzi    | LAM    | 4      |
| 19 | Pablo Lastras        | GCE    | 4      |
| 20 | Paul Martens         | RAB    | 4      |
| 21 | Bernhard Eisel       | THR    | 3      |
| 22 | Leonardo Bertagnolli | AND    | 2      |
| 23 | Matti Breschel       | SAX    | 2      |
| 24 | Sacha Modolo         | CSF    | 2      |
| 25 | Tyler Farrar         | GRM    | 1      |
| 26 | Juan Antonio Flecha  | SKY    | 1      |
| 27 | Mattia Gavazzi       | CSF    | 1      |
| 28 | Yauheni Hutarovich   | FDJ    | 1      |
| 29 | Robbie McEwen        | KAT    | 1      |
| 30 | Luca Paolini         | ASA    | 1      |
| 31 | José Joaquín Rojas   | GCE    | 1      |
| 32 | Rigoberto Urán       | GCE    | 1      |

## Évolution des classements
| Étape            | Vainqueur            | Classement général | Classement par points | Classement de la montagne | Classement du meilleur jeune | Classement par équipes |
| ---------------- | -------------------- | ------------------ | --------------------- | ------------------------- | ---------------------------- | ---------------------- |
| 1                | Linus Gerdemann      | Linus Gerdemann    | Linus Gerdemann       | Dmytro Grabovskyy         | José Joaquín Rojas           | Colnago-CSF Inox       |
| 2                | Tom Boonen           | Linus Gerdemann    | Linus Gerdemann       | Dmytro Grabovskyy         | José Joaquín Rojas           | Colnago-CSF Inox       |
| 3                | Daniele Bennati      | Daniele Bennati    | Daniele Bennati       | Diego Caccia              | José Joaquín Rojas           | Astana                 |
| 4                | Michele Scarponi     | Michele Scarponi   | Daniele Bennati       | Diego Caccia              | Rigoberto Urán               | Androni Giocattoli     |
| 5                | Enrico Gasparotto    | Michele Scarponi   | Daniele Bennati       | Dmytro Grabovskyy         | Robert Gesink                | Astana                 |
| 6                | Mikhail Ignatiev     | Michele Scarponi   | Stefano Garzelli      | Dmytro Grabovskyy         | Robert Gesink                | Lampre-Farnese Vini    |
| 7                | Edvald Boasson Hagen | Stefano Garzelli   | Stefano Garzelli      | Dmytro Grabovskyy         | Robert Gesink                | Lampre-Farnese Vini    |
| Classement final | Classement final     | Stefano Garzelli   | Stefano Garzelli      | Dmytro Grabovskyy         | Robert Gesink                | Lampre-Farnese Vini    |